# کن کوتاراگی
کن کوتاراگی از مدیران سابق شرکت سونی اینتراکتیو انترتینمنت (شاخه بازی‌های ویدئویی شرکت سونی) بود. وی را به عنوان «پدر پلی‌استیشن» می‌شناسند.

## کودکی
کوتاراگی در توکیو متولد شد. هرچند خانواده وی وضعیت مالی چندان خوبی نداشت، اما مالک یک کارخانه چاپ بود. «کن» که همواره علاقه‌مند به فعالیت دست‌گاه‌های این کارخانه بود بعد از مدرسه در آنجا مشغول به کار بود. عشق او به دنیای الکترونیک باعث شد بعد از مدرسه در دانشگاه «اکترو-کامونیکیشنز» پذیرفته شده و مدرک الکترونیک خود را از این دانشگاه اخذ کند. «کن کوتاراگی» بعد از اتمام تحصیلات در شرکت سونی استخدام شد.

## فعالیت‌ها
«کن کوتاراگی» در شرکت سونی همواره از پشتیبانی خوب مدیرعامل این شرکت، نوریو اوگا بهره می‌برد. کارهای وی و همینطور اختلاف سونی با شرکت نینتندو باعث شد تا سونی به پروژه پلی‌استیشن دست پیدا کند. هرچند این پروژه بسیار ریسک‌آور حساب می‌شد، اما «کن» با پشتیبانی مدیرعامل سونی موفق شد آن را به سرانجام برساند که منجر به ارائه کنسول بازی پلی‌استیشن شد. موفقیت پروژه پلی‌استیشن باعث شد تا توسعه نسخه‌های بعدی آن یعنی پلی‌استیشن ۲ و پلی‌استیشن ۳ هم به او واگذار شود.
موفقیت‌های مالی پروژه‌های پلی‌استیشن باعث شده بودند تا سونی اینتراکتیو انترتینمنت سودآورترین زیرمجموعه شرکت سونی باشد.